# Werchniokamjanka
Werchniokamjanka (ukr. Верхньокам'янка) – wieś na Ukrainie, w obwodzie ługańskim, w rejonie siewierodonieckim. W 2001 liczyła 205 mieszkańców, spośród których 173 posługiwało się językiem ukraińskim, a 32 rosyjskim.